# 63-тя окрема механізована бригада (Україна)
63-тя окрема механізована бригада (63 ОМБр), В/Ч А4128) — з'єднання механізованих військ сухопутних військ Збройних Сил України,в складні 3 Армійського корпусу
Створена після початку російсько-української війни 2014 року як кадрована військова частина Корпусу резерву. Після російського вторгнення 2022 року відмобілізована. Влітку воювала в Миколаївській області, брала участь у Херсонському контрнаступі. Взимку воювала у Бахмуті. З 2024 року тримала оборону на Лиманському напрямку у Серебрянському лісі.

## Історія

### Створення
14 березня 2017 року спільною директивою Міністерства оборони України та Генерального штабу ЗСУ була створена 63-тя окрема механізована бригада. Днем створення частини вважається 23 липня 2017 року.
У вересні — жовтні 2017 року бригада проходила бойове злагодження на Рівненському полігоні. У навчаннях взяло участь понад 3 000 резервістів другої черги. Під час маневрів задіяли літаки та вертольоти, артилерію, танки, БМП та піхоту.
9 жовтня 2017 року бригада повним складом прибула у зону Антитерористичної операції.
У липні 2019 року бригада отримала у своє розпорядження військове містечко у Старокостянтинові Хмельницької області. Відповідно до розпорядження Міністерства оборони, військовій частині передано для утримання та експлуатації дві казарми, десять сховищ для техніки, контрольно-перепускні пункти, вартове приміщення, складські та інші господарські приміщення, що раніше перебували на балансі Хмельницького квартирно-експлуатаційного відділу та 3568-ї бази.

### Російське вторгнення 2022 року
До 24 лютого 2022 року бригада перебувала в резерві, брала участь у навчаннях і тренуваннях. В лютому 2022 року була швидко доукомплектована мобілізованими резервістами другої черги, пройшла злагодження і влилася до лав Сухопутних військ ЗС України.

### Південь України
19 квітня 2022 року підрозділ бригади підійшов до Благодатного на Миколаївщині, і зайняли позиції на околицях. Ще до приходу російських військ більшість із 2000 населення встигла виїхати. У одному з боїв два БМП росіян пішло на позиції українських військ, у цьому штурмі росіяни втратили біля двох взводів людей. Бої за Благодатне стали бойовим хрещенням для більшості військовослужбовців бригади, лише 10 % яких мали до того бойовий досвід.
У липні — серпні 2022 року бригада перебувала в Миколаївській області.
12 листопада 2022 року Володимир Зеленський подякував бригаді за участь у звільненні правобережної частини Херсонської області.
- Бійці бригади заходять у звільнений Херсон. 2022.Бійці бригади заходять у звільнений Херсон. 2022.

### Битва за Бахмут
На початку грудня 2022 року бригада зайшла в Бахмут. Воювала проти ПВК «Вагнер».
Наприкінці січня 2023 року бригада була виведена з Бахмута.

### Оборона Лиману
На початку 2024 року бригада зайшла на Лиманський напрямок у Серебрянський ліс.
У жовтні 2024 року бригада повідомила про призначення Олега Ляшка на посаду командира батальйону безпілотних систем. За словами бригади, батальйон увійшов в 10 кращих підрозділів за результатами знищення противника, за підсумками щомісячних підсумків.
У грудні 2024 року бригада відбила штурм, внаслідок якого знищили «танк-халабуду», дві БМП та ліквідували 20 російських окупантів.
16 січня 2025 Зенітно ракетно артелерійський дивізіон  бригади показав відео знищення рідкісного російського експериментального розвідувального дрона «Мерлін-ВР».
6 січня 2025 року бригада знищила «Урал» і Д-30.
12 січня 2025 року було оприлюднено інтерв'ю комбрига. Бригада на той час стояла на Лиманському напрямку, у Серебрянському лісі. Комбриг повідомив, що за 2024 рік бригада витримала 350 штурмів. За цей час бригада втратила 200—250 м² позицій, які перетворилися на пісок і повалені сосни. Бригада також публікувала звіт за 2024 рік, за яким росіяни захопили 4,3 км² у смузі відповідальності бригади, але бригада відбила 4,2 км². Росіяни, за словами комбрига, на жодній з втрачених позиції не змогли нормально закріпитися.
31 січня бригада витягла з води російську БМП-2 неподалік села Торське на півночі Донецької області. Цю БМП російські окупанти покинули під час відступу у 2022 році.
3 лютого 2025 року ББС на Лиманському напрямку знищив «Урал», позашляховик, «буханку», баггі, кілька квадроциклів і мотоциклів.
8 лютого бригада показала відео ударів FPV по російській піхоті.
11 лютого 2025 року ББС повідомив про знищення корабельного бомбомету «Смерч-2», який був встановлений на вантажівку «Урал».
21 лютого 2025 року зенітники бригади збили російський безпілотник ZALA Z-16.
22 лютого ББС публікував відео ураження автотехніки.
5 березня 2025 року ББС повідомив, що за останні кілька днів на Лиманщині знищив 2 бойові броньовані машини, 2 Камази, «буханку» з боєкомплектом, мотоцикл, 2 гармати, зенітку, 4 міномети, РЕБ і антену.

## Структура
2022 —2025
- 51-й окремий стрілецький батальйон[37]
- 52-й окремий стрілецький батальйон[38]
- 55-й окремий стрілецький батальйон[39][40]
- 105-й окремий механізований батальйон[41]
- 106-й окремий механізований батальйон[42]
- 107-й окремий механізований батальйон[43]
- батальйон безпілотних систем[44][45]
- 38-й гаубичний самохідно-артилерійський дивізіон[46][47]
- 41-й гаубичний самохідно-артилерійський дивізіон[48][49][50]
- зенітний ракетно-артилерійський дивізіон[51][52][53][54]
- танковий батальйон[55][56][57][58][59][60][61][62][63][64][56][65][66][67]
- підрозділи бойового та логістичного забезпечення[68]

2025
- Штаб бригади
- 1-й механізований батальйон
- 2-й механізований батальйон
- 3-й механізований батальйон
- мотопіхотний батальйон
- стрілецький батальйон
- 23-й стрілецький батальйон
- 51-й стрілецький батальйон
- 52-й стрілецький батальйон
- танковий батальйон (Т-72EA)
- зенітний ракетно-артилерійський дивізіон
- самохідний артилерійський дивізіон
- Артилерійський полк (2С1 «Гвоздика», 2С3 «Акація», БМ-21 «Град» та МТ-12 «Рапіра»)
- батальйоні безпілотних систем
- підрозділи бойового та логістичного забезпечення також підрозділи протиповітряної оборони, розвідки, інженерні, зв’язку, медичні та інші
- підрозділи безпілотних систем, зокрема «Промінь» та «Moon Planet»

## Оснащення
- танки: Т-72EA[71]
- бронетехніка: БМП-1 та МТ-ЛБ (деякі з яких модифіковані з установкою гармат 2А72)[72]
- артилерія: 2С1 «Гвоздика», 2С3 «Акація», МТ-12 «Рапіра», БМ-21 «Град» та Бастіон-2[73]
- БПЛА: Лелека-100 та A1-CM «Фурія»[74]

## Командування

### Командири
- 2017—2023: полковник Марущак Олександр Юхимович[75][76]
- 2023—2024: полковник Скиба Петро Павлович[77]
- з 2024: полковник Юрчук Павло Павлович[78]

### Заступники
- на 2022: полковник Вадим Чорний[14]

## Традиції

### Відзнаки
6 грудня 2023 року Президент України вручив 63 бригаді бойовий прапор.
11 грудня 2024 року указом Президента України Володимира Зеленського 63 бригада відзначена почесною відзнакою «За мужність та відвагу».

### Символіка
На червоно-чорному щиті розміщений агресивний лев. Згори ліворуч — срібний лицарський хрест. По центру знизу — оригінальний варіант приналежності до бригади: шість вертикальних смуг та три горизонтальні. Зверху над щитом — девіз бригади «Свободу здобуваємо в бою». Польовий нарукавний знак виконаний у темно-зеленій кольоровій гамі. Автором нарукавного знаку є військовослужбовець Національної гвардії Микола Мельничук.
Музику та слова до пісні «Сталеві леви» написав відомий український виконавець, військовослужбовець Збройних Сил України Мирослав Джонович Кувалдін.

## Вшанування

### Нагороджені
Найвищими державними нагородами відзначені:
- Калагурський Богдан Петрович — капітан, командир 1 роти, 106 омб. Герой України (2023, посмертно).
- Гукало Василь Михайлович — солдат, командир розвідувального взводу 106 омб. Герой України (2024, посмертно).

## Рекрутинг та відомі особистості

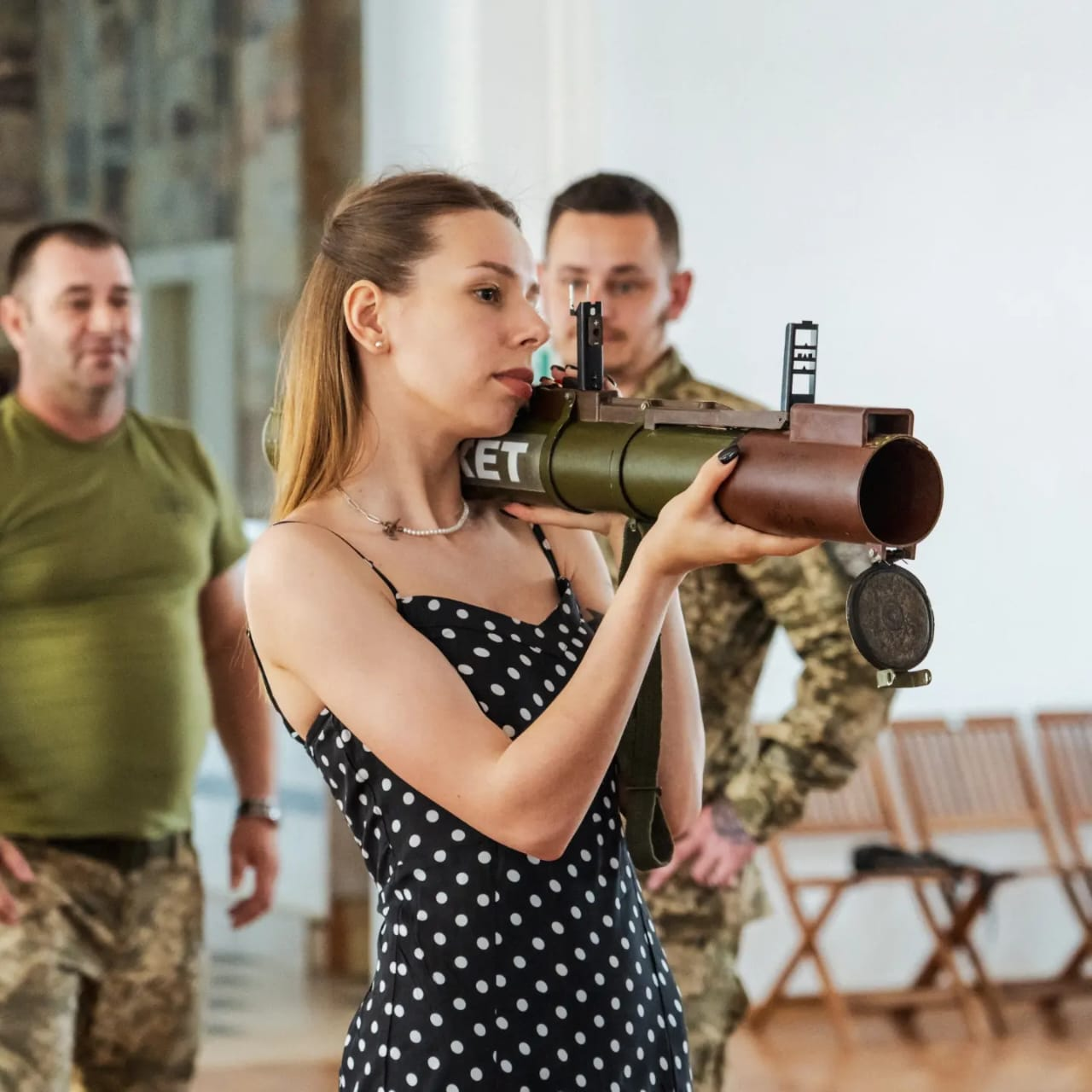
Тимчасовий рекрутинговий центр 63 бригади в місті Тернопіль

Протягом 2024 року підрозділами бригади було здійснено велику кількість виїздів з метою залучення нового особового складу, зокрема в підрозділи піхоти та батальйон безпілотних систем. Після створення офіційного сайту 63 бригади, з'явилася можливість заповнювати анкети. Бригадна служба рекрутингу отримує інформацію та самостійно оформляє рекрута-добровольця без залучення ТЦК.
У пресслужбі бригади працюють Сергій Болотніков (український спортивний журналіст, редактор, засновник та ведучий ютуб-каналів «Татотаке», «КДК», «ЗупиниЛося») та Артур Дмитришин (автор блогу Keep Going).
Відомі особистості:
- Ляшко Олег Валерійович — народний депутат України, лейтенант, командир батальйону безпілотних систем 63ОМБр. До війська прийшов простим солдатом, ніс службу в роті вогневої підтримки, після чого був переведений до роти ударних безпілотних літальних апаратів. З літа 2024 очолив новостворений батальйон безпілотних систем  63 бригади. Завдяки особистим знайомствам, залучає до батальйону велику кількість матеріально-технічного оснащення. За підсумками роботи, ББС 63 бригади регулярно потрапляє в місячні топ рейтинги в силах оборони України.[89][90][91]
- Сергій «Кінг» Тимофійко — український письменник (псевдонім «Тарас Мельник»), командир взводу батальйону безпілотних систем, молодший лейтенант.[92]

### Відео
- Перші навчання бригади резерву
- Ідуть «у наступ»: на військовому полігоні розпочалися навчання «Козацька воля»
- 63 бригада (2023.04.23). БЛАГОДАТНЕ: 100 днів оперативного оточення. youtube.

### Аудіо
- «Сталеві леви» — гімн бригади, Мирослав Джонович Кувалдін